# Angola (Indiana)
Pour les articles homonymes, voir Angola (homonymie).
La ville d'Angola est le siège du comté de Steuben, situé dans l'Indiana, aux États-Unis.

## Source
- (en) Cet article est partiellement ou en totalité issu de l’article de Wikipédia en anglais intitulé « Angola, Indiana » (voir la liste des auteurs).